# Automeris sinuatus
Automeris sinuatus är en fjärilsart som beskrevs av Conte 1906. Automeris sinuatus ingår i släktet Automeris och familjen påfågelsspinnare. Inga underarter finns listade i Catalogue of Life.